# SIG Sauer SIG516
SIG Sauer SIG516 là một loại súng được sản xuất bởi SIG Sauer. Chúng là một biến thể của họ súng AR-15 sử dụng cỡ đạn 5,56×45mm NATO. Được giới thiệu vào năm 2010, SIG516 đã ngừng sản xuất kể từ năm 2019. Tuy nhiên, một biến thể sử dụng cỡ đạn 7,62×51mm NATO, SIG716, vẫn được sản xuất.

## Chi tiết thiết kế

### Cơ chế hoạt động
SIG516 là loại súng trường đa năng bán tự động, dành cho thị trường vũ khí. Họ súng này gồm các phân khúc súng thể thao, chấp pháp và quân sự. Cơ cấu cơ bản của nó gồm một khóa nòng đóng và hệ thống piston trích khí ngắn. Piston trích khí đẩy khoang khóa nòng về phía sau, nơi nó được đưa trở lại vị trí phía trước và bị khóa bởi một lò xo. Quá trình này cũng đồng thời đẩy viên đạn kế tiếp vào nòng súng. SIG516 có bộ điều chỉnh khí bốn chế độ, cho phép người dùng chọn lượng trích khí vào piston.

### Đặc trưng
SIG516 có khóa an toàn ở phía bên trái. Loa che lửa lồng chim kiểu M16A2. Tất cả các mẫu SIG516 trừ Marksman đều được trang bị ốp lót tay trước với một ray Picatinny nổi, cũng như các điểm ruồi bằng sắt lật (BUIS) do SIG Sauer sản xuất.
Các mẫu SIG516 5,56 × 45mm chấp nhận băng đạn kiểu AR-15. Các biến thể loại băng đạn có loại 5-, 10-, 20- và 30 viên. Súng trường SIG516 của Nga phải sử dụng một loại băng đạn riêng, do chúng dùng cỡ đạn 7,62×39mm. Súng trường thiết kế cho lính thiện xạ sử dụng cơ chế điểm hỏa hai giai đoạn, trong khi tất cả các loại khác đều sử dụng loại một giải đoạn theo tiêu chuẩn quân sự.

## Biến thể
SIG716 là biến thể súng trường chiến đấu / súng trường thiện xạ (DMR), dựa trên cùng một thiết kế, nhưng sử dụng cỡ đạn 7,62×51mm NATO lớn hơn và sử dụng các băng đạn mẫu SR-25.
Biến thể SIG716 G2 (Thế hệ 2) có hệ thống trích khí đẩy ngắn. Hệ thống này làm giảm nhiễm bẩn muội thuốc súng, nhiệt độ tăng quá cao và bột thuốc súng không cháy hết, cải thiện độ tin cậy và chức năng hơn nữa. Mẫu G2 Patrol sử dụng cỡ đạn 7.62x51mm, trong khi mẫu G2 DMR dùng cỡ đạn Creedmoor 6.5mm.

## Bên sử dụng
- Argentina: Sử dụng bởi cơ quan chấp pháp.
- Hong Kong: Sử dụng bởi đội đặc nhiệm Phi Hổ (SDU) và đội chống khủng bố (CTRU).
- Mexico: trang bị cho Lực lượng bộ binh hải quân.[10]
- Egypt: Trang bị cho lực lượng Sa'ka và Thunderbolt Hải quân
- Georgia: Sử dụng trong các đơn vị đặc nhiệm MIA và MOD[11]
- India: Đặt hàng 72,400 đơn vị súng mẫu SIG-716 Patrol G2. Tháng 12 năm 2019, lô đầu tiên 10,000 súng được chuyển đến Bộ Tư lệnh miền Bắc.[12] An additional order for "a similar number of rifles" was confirmed by SIG Sauer in July 2020.[13][14]
- Serbia: Sử dụng bởi đơn vị chống khủng bố PTJ của cảnh sát Serbia
- Singapore: Sử dụng bởi lực lượng Cảnh sát tuần duyên
- Thụy Sĩ: Sử dụng bởi lực lượng cảnh sát Argovian (CTSFO)[15]
- Thailand: Sử dụng bởi Bộ chỉ huy tác chiến đặc biệt của quân đội Hoàng gia Thái Lan và Bộ Tư lệnh tác chiến hải quân
- Turkey: Sử dụng bởi lực lượng Polis Özel Harekat[16] and Presidential Guards
- United Kingdom: Sử dụng bởi đội đặc nhiệm Counter Terrorist Specialist Firearms Officers (CTSFO) của lực lượng Metropolitan Police[17] Surrey Police and West Midlands Police[18]
- Hoa Kỳ: Sử dụng bởi Cảnh sát bang Delaware when purchased in 2012 and also by Cincinnati Police Department SWAT, as well as the Anderson County, South Carolina Sheriff's Office SWAT.[19] San Diego Police Department SWAT, in which the rifles will replace out aging Vietnam era M16s.[20]
- Taiwan: Sử dụng bởi Cơ quan hoạt động đặc biệt của Cơ quan Cảnh sát Quốc gia.